# Leo Pochhammer
Leo August Pochhammer (Stendal, 25 de agosto de 1841 — Quiel, 24 de março de 1920) foi um matemático alemão.
Obteve um doutorado em 1863, orientado por Ernst Kummer e Martin Ohm.
Conhecido por seu trabalho sobre funções especiais. Introduziu o símbolo de Pochhammer, usado atualmente de forma geral para expressar funções hipergeométricas em notação compacta.